# 川景色 (カラッチ)

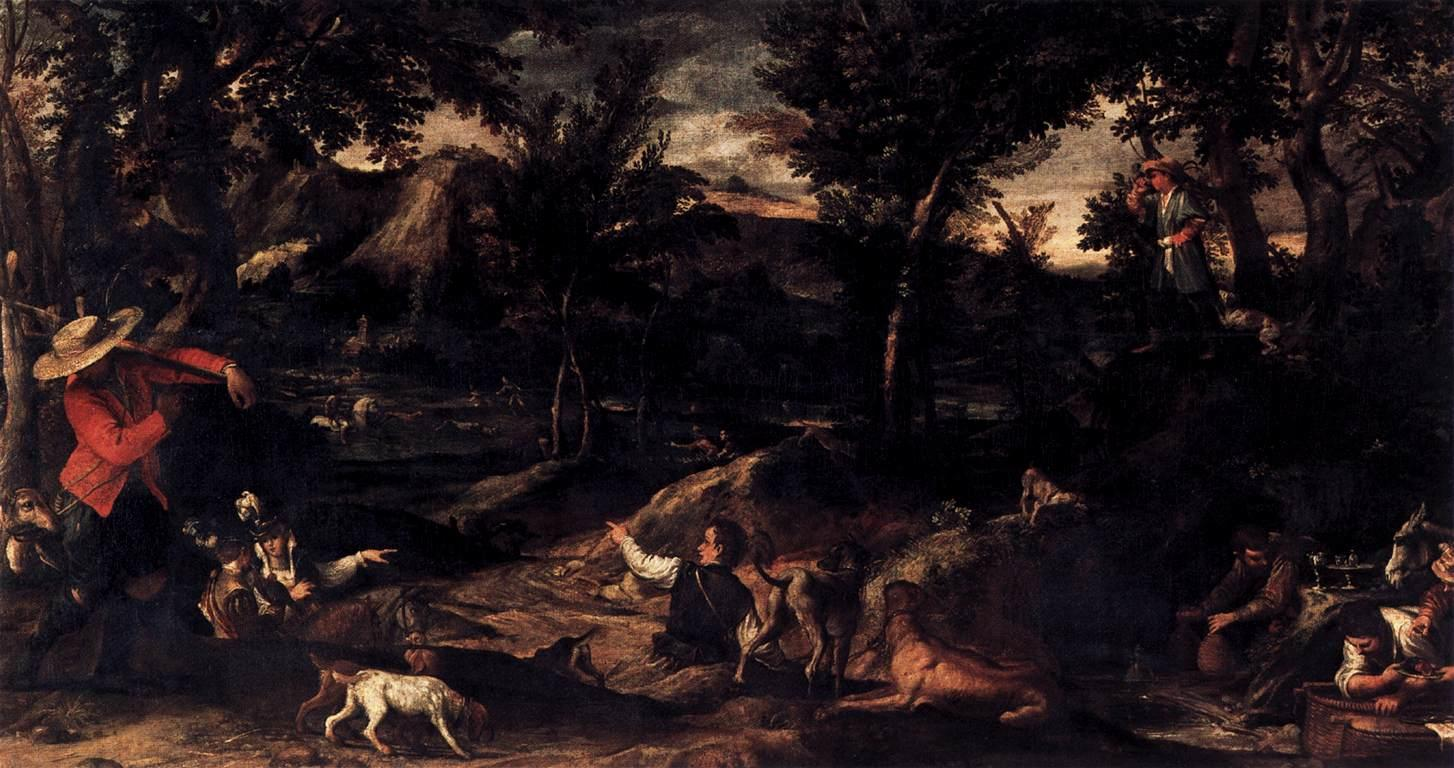
アンニーバレ・カラッチ『狩猟』 (1595年以前)、1.36 x 2.53メートル

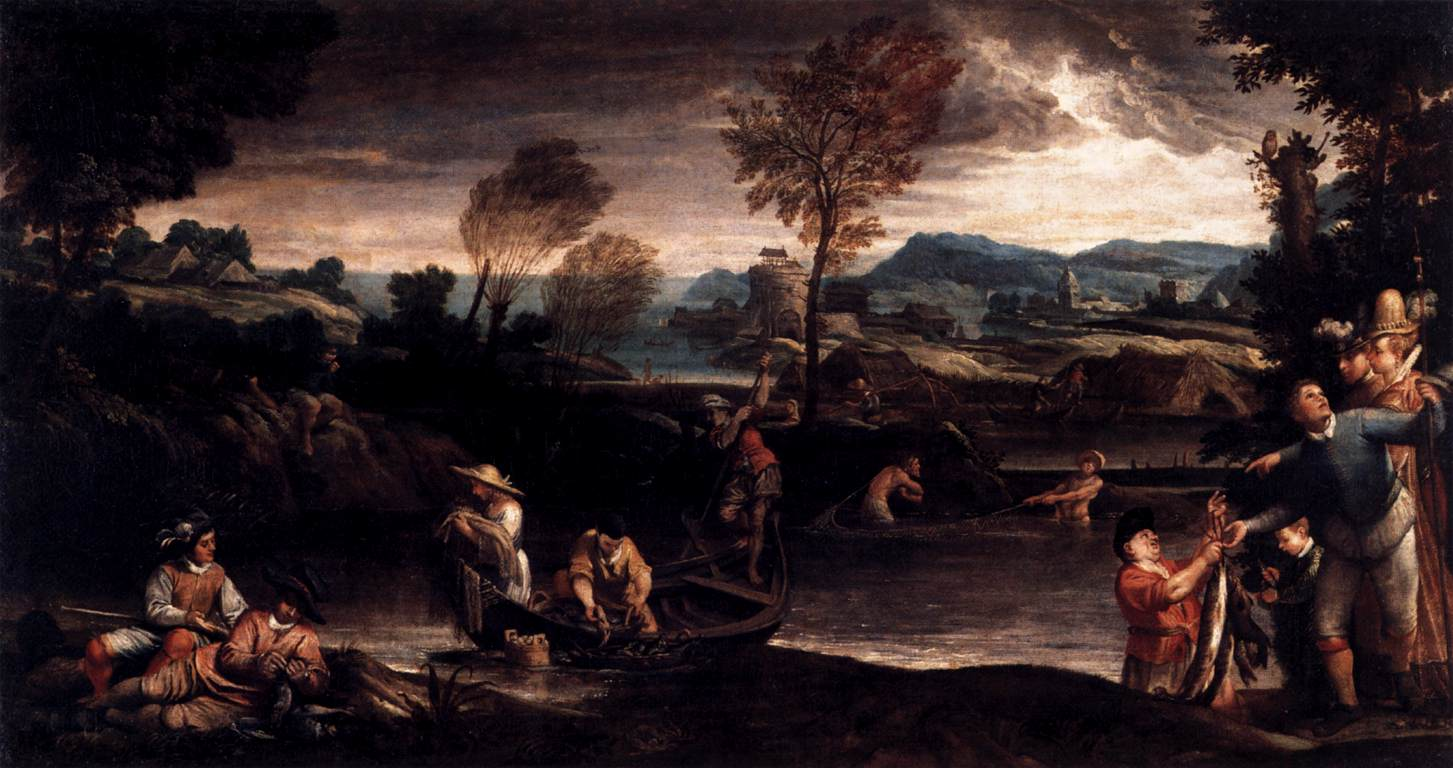
アンニーバレ・カラッチ『釣り』 (1595年以前)、1.36 x 2.53メートル

『川景色』（かわげしき、英: River Landscape）は、イタリアのバロック絵画の巨匠アンニーバレ・カラッチがキャンバス上に油彩で描いた絵画である。サミュエル・H・クレス氏のコレクションにあったもので、1952年に寄贈されて以来、ワシントン・ナショナル・ギャラリーに所蔵されている。1590年ごろに制作されたが、当時、アンニーバレと兄のアゴスティーノ、従兄弟のルドヴィコは、宗教または神話の主題の形式的な背景としてではなく、田舎の情景それ自体を描く自然主義的な風景画を創造しようとしていた。この点で、この絵画はアンニーバレのより早い時期の『狩猟』と『釣り』 (ともにルーヴル美術館) と比較できる。

## 作品
同時代の伝記作者によれば、アンニーバレは、人物画のための多くの委嘱の仕事をこなすことからの自身の逸楽のために風景画を描いた。このような絵画によって、画家はイタリアのバロック絵画の主題として風景画を創造したといっていいかもしれない。アンニーバレは、アゴスティーノ、ルドヴィコとともにスケッチをするために田舎に出ていた。絵画は、野外で描かれたスケッチをもとにアトリエで制作されたものであろう。結果として、形態のバランスが取れた構図となっている。
柔らかな日差しが場面に注ぎ、水面を揺らすさざ波を明らかにする。木々の上の金色の光は、季節が初秋の1日であることを示唆する。鮮やかな赤色と白色の服に身を包んだ漕ぎ手が竿をさし、浅い川の中、舟を進める。 情景を横切る川が前景に伸びてくるにつれ、周囲の土地が後退し、交互に律動的な三角形をなして突き出ている。アンニーバレの風景画に典型的に暗い前景が遠景を枠取り、遠近法は徐々に小さくなる木々によって強調されている。
本作は、イギリスの芸術鑑定家の第2代ノースウィック男爵ジョン・ラッシュアウトにより購入され、イングランドのチェルテンハム (Cheltenham) 近郊のサーレスタイン・ハウスにあった彼の私設画廊に展示された。1859年の彼の死に際し、そのコレクションが売却された際、本作はディエゴ・ベラスケスの作品であるとされ、かなりの年数を経たのちになってようやくアンニーバレに帰属された。1948年に、ニューヨークのサミュエル・H・クレス財団により購入され、近年、変色したニスの除去と剥がれた絵具に補筆する修復がなされた。